# A Nazionale 1976-1977
La A Nazionale 1976-1977 è stata la 37ª edizione del massimo campionato greco di pallacanestro maschile. La vittoria finale è stata ad appannaggio del Panathīnaïkos.

## Risultati

### Stagione regolare
|     | Squadra              | G  | V  | P  | PF | PS | Pt. | Qualificazione            |
| --- | -------------------- | -- | -- | -- | -- | -- | --- | ------------------------- |
| 1.  | Panathīnaïkos        | 22 | 21 | 1  |    |    | 43  |                           |
| 2.  | Olympiakos           | 22 | 18 | 4  |    |    | 40  |                           |
| 3.  | Paniōnios            | 22 | 13 | 9  |    |    | 35  |                           |
| 4.  | Aris Salonicco       | 22 | 13 | 9  |    |    | 35  |                           |
| 5.  | Panellīnios          | 22 | 12 | 10 |    |    | 34  |                           |
| 6.  | AEK Atene            | 22 | 10 | 12 |    |    | 32  |                           |
| 7.  | Iōnikos Nikaias      | 22 | 9  | 13 |    |    | 31  |                           |
| 8.  | Sporting Atene       | 22 | 8  | 14 |    |    | 30  |                           |
| 9.  | Apollon Patrasso     | 22 | 8  | 14 |    |    | 30  |                           |
| 10. | PAOK Salonicco       | 22 | 7  | 15 |    |    | 29  |                           |
| 11. | Dimókritos Salonicco | 22 | 7  | 15 |    |    | 29  | retrocesse in B Nazionale |
| 12. | Īraklīs Salonicco    | 22 | 6  | 16 |    |    | 28  | retrocesse in B Nazionale |

| A Nazionale 1976-1977    |
| ------------------------ |
| Panathīnaïkos 15º titolo |

## Formazione vincitrice
| N° | Naz.              | Ruolo | Sportivo            |  | Alt. |  |
| -- | ----------------- | ----- | ------------------- |  | ---- |  |
|    | Grecia (bandiera) | AP    | Apostolos Kontos    |  |      |  |
|    | Grecia (bandiera) | C     | Dīmītrīs Kokolakīs  |  | 215  |  |
|    | Grecia (bandiera) |       | Takīs Korōnaios     |  |      |  |
|    | Grecia (bandiera) |       | Chrīstos Kefalos    |  |      |  |
|    | Grecia (bandiera) | P     | Memos Iōannou       |  | 190  |  |
|    | Grecia (bandiera) |       | Kostas Batis        |  |      |  |
|    | Grecia (bandiera) |       | Andreas Papantoniou |  |      |  |
|    | Grecia (bandiera) |       | Charīs Papazoglou   |  |      |  |
|    | Grecia (bandiera) |       | S. Kontos           |  |      |  |
|    | Grecia (bandiera) |       | Kakogeorgiou        |  |      |  |
|    | Grecia (bandiera) |       | Kabourakis          |  |      |  |
|    | Grecia (bandiera) |       | Petrakakis          |  |      |  |
|    | Grecia (bandiera) | All.  | Kostas Anastasatos  |  |      |  |